# Kårhuset Trappan

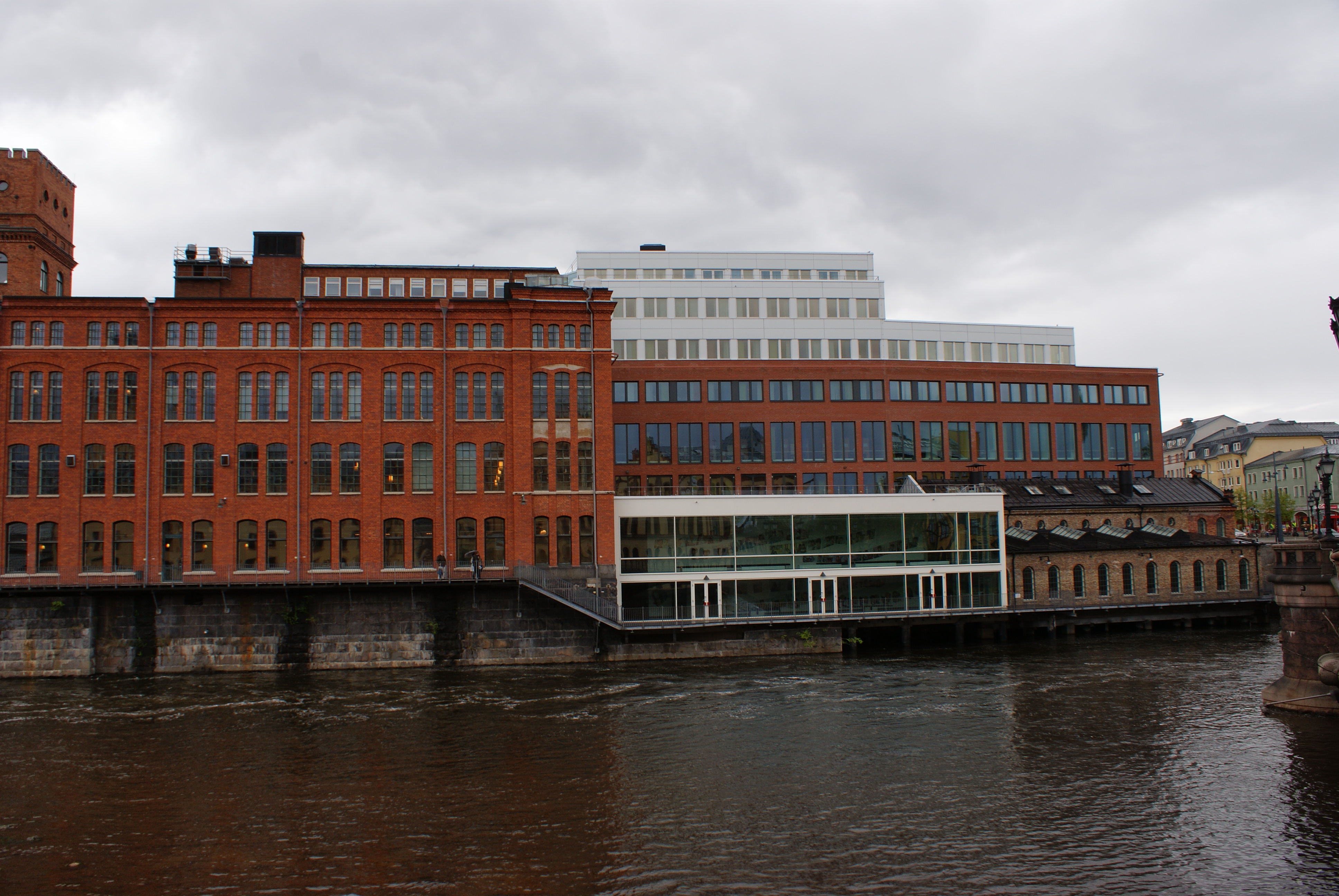
Trappan

Kårhuset Trappan är kårhuset på Campus Norrköping vid Linköpings universitet. Det invigdes i september 2006. Trappan inrymmer en pub, nattklubb, studieplatser och sektionsutrymmen. Trappan har också lokaler för sittningar och konferenser. 

## Trappan
Fastigheten är byggd över resterna av en nedbrunnen kvarn. I kårhuset Trappan låg under textilepoken ett textilföretag som hette J F Södergren & Son. Företaget, som grundades på 1870-talet, ägde även fastigheterna på andra sidan Holmbogränd, det som idag är Stadsmuseet. I kårhuslokalerna låg spinneri, väveri och appreturverk, där tygerna efterbearbetades. Sedan 2006, efter en totalrenovering, fungerar huset som kårhus. Huset är sju våningar högt och är till kapaciteten Norrköpings största nattklubb. På kvällstid drivs Trappan helt och hållet av ideella studenter. Här kan man som student äta, dricka och umgås för en billig penning.